# Gouden Dageraad
Gouden Dageraad (Grieks: Χρυσή Αυγή, Chrysi Avgi) was een Griekse extreemrechtse criminele organisatie en politieke partij. De partij werd ook wel aangeduid als neonazistisch. De partij werd op 1 november 1993 opgericht door Nikolaos Michaloliakos. Ze werd op 6 oktober 2020 door de rechtbank buiten de wet gesteld en bestempeld als "criminele organisatie".

## Over de partij
De naam Gouden Dageraad is afkomstig van een tijdschrift met die titel dat Michaloliakos in december 1980 voor het eerst uitgaf. Zelf vindt de partij zich geen neonazistische partij. De rode partijvlag bevat een meander, een symbool dat afkomstig is uit het hellenistische Griekenland, wat vergelijking oproept met een swastika. Gouden Dageraad is in 2010 gekozen in de gemeenteraad van Ayios Panteleimonas, een wijk van Athene.
Gouden Dageraad wil alle buitenlanders uitzetten, niet alleen de illegale immigranten maar ook de legale. Griekenland kent op een bevolking van 10.787.690 inwoners een miljoen immigranten, zowel legale als illegale. De partij gaat geweld tegen buitenlanders niet uit de weg, wat aangemoedigd wordt door Michaloliakos. De partij verleent voedsel- en andere hulp aan de allerarmste Grieken en begeleidt ouderen, onder het mom hen te beschermen tegen buitenlanders, naar winkels en banken. De slogan van de partij is: Griekenland voor de Grieken.
Tijdens een live televisiedebat in juni 2012 gooide parlementslid Ilias Kasidiaris van Gouden Dageraad Rena Dourou van de linkse partij Syriza water in het gezicht en gaf daarna Lana Kanelli van de Communistische Partij van Griekenland drie klappen in haar gezicht. Dit naar aanleiding van de vermeende betrokkenheid van Kasidiaris bij een gewapende overval in 2007 die Dourou ter sprake bracht.
In de aanloop naar de Griekse parlementsverkiezingen juni 2012 beloofde partijlid Ilias Panagiotaros tijdens een verkiezingstoespraak persoonlijk alle immigranten uit het ziekenhuis te schoppen om zo het tekort aan verbandmiddelen wat door de crisis is ontstaan op te lossen.
De partij zegt niet anti-EU te zijn, mits de EU zich niet met Griekenland bemoeit en in het bijzonder niet met het immigratiebeleid.
Knokploegen van de partij terroriseerden migranten en progressieven. Op 17 januari 2013 werd de Pakistaan Sahzat Luckman neergestoken terwijl hij naar zijn werk fietste. Twee leden van de partij werden hiervoor uiteindelijk veroordeeld. Op 18 september 2013 liet de linkse rapper Pavlos Fyssas het leven na een mesaanval door een Gouden Dageraad-aanhanger. Dit veroorzaakte grote commotie in het land. Tien dagen na de moord werden partijleider Nikolaos Michaloliakos en een aantal parlementsleden van Gouden Dageraad gearresteerd. Ze kwamen vrij na de maximumtermijn van 18 maanden voorhechtenis. Nadien stagneerde de partij. Bij de verkiezingen van 2015 behaalde ze nog 7%, waarna de neergang inzette.  In 2019 zakte de partij onder de kiesdrempel van 3% en diende ze wegens financiële problemen haar hoofdkwartier te sluiten. 

## Doelstellingen van de partij
- Alle immigranten, zowel illegalen als legalen, het land uit.
- Speciale kampen voor buitenlandse misdadigers.
- Landmijnen op de Turks-Griekse grens ter voorkoming dat er illegalen het land binnenkomen.
- Verschillende politici gevangenzetten.
- Verovering van Oost-Thracië en Istanboel (Constantinopel) door middel van oorlog.

## Verkiezingen
Bij de Griekse parlementsverkiezingen van 2009 behaalde de partij 0,23 % van de stemmen en daarmee werd de kiesdrempel niet gehaald. Bij de parlementsverkiezingen van mei 2012 behaalde de partij 6,97 % van de stemmen en 21 zetels. Aangezien de partijen geen regering konden vormen, werden er een maand later nieuwe verkiezingen gehouden. Gouden Dageraad haalde 6,92 % van de stemmen, maar verloor wel drie zetels in vergelijking met de vorige verkiezingen.

 Bij de parlementsverkiezingen in september 2015 behaalde de partij 18 van de 300 parlementszetels. In juli 2019 haalde Gouden Dageraad met 2,9 % van de stemmen de kiesdrempel niet en verdween uit het parlement. In mei 2019 werden er 2 Europarlementsleden van Gouden Dageraad verkozen, 1 minder dan bij de verkiezingen in 2014. Op 13 juli 2019, 11 dagen na de verkiezing, stapte een van deze leden uit de partij om onafhankelijk verder te gaan in het Europees Parlement.

## Veroordeling als criminele organisatie
Na een strafproces van meer dan vijf jaar deed het Atheense Hof van Beroep op 7 oktober 2020 uitspraak over de aanklachten tegen 68 leden en ex-leden van Gouden Dageraad. Elf werden vrijgesproken en 57 veroordeeld. Giorgios Roupakias en negen medeplichtigen werden schuldig bevonden aan de moord op Pavlos Fyssas. Drie anderen werden veroordeeld voor geweld tegen Egyptische vissers. Nog anderen waren volgens het hof schuldig aan het toebrengen van zwaar lichamelijk letsel aan leden van de communistische vakbond PAME. Belangrijk was dat het hof de partij kwalificeerde als een criminele organisatie met een nazistische ideologie. Leidende personen die werden veroordeeld, waren Nikolaos Michaloliakos, Christos Pappas, Artemis Matthaiopoulos, Ilias Panagiotaros, Ilias Kasidiaris, Yiannis Lagos en Giorgos Germenis. Vele duizenden Grieken vierden de uitspraak op straat voor het Hof van Beroep. De strafmaat werd enkele dagen later vastgesteld: Michaloliakos, Pappas, Matthaiopoulos, Panagiotaros, Kasidiaris, Lagos en Germenis werden veroordeeld voor tien tot dertien jaar gevangenisstraf.